# Denkmalsbrunnen Ehrenfriedersdorf

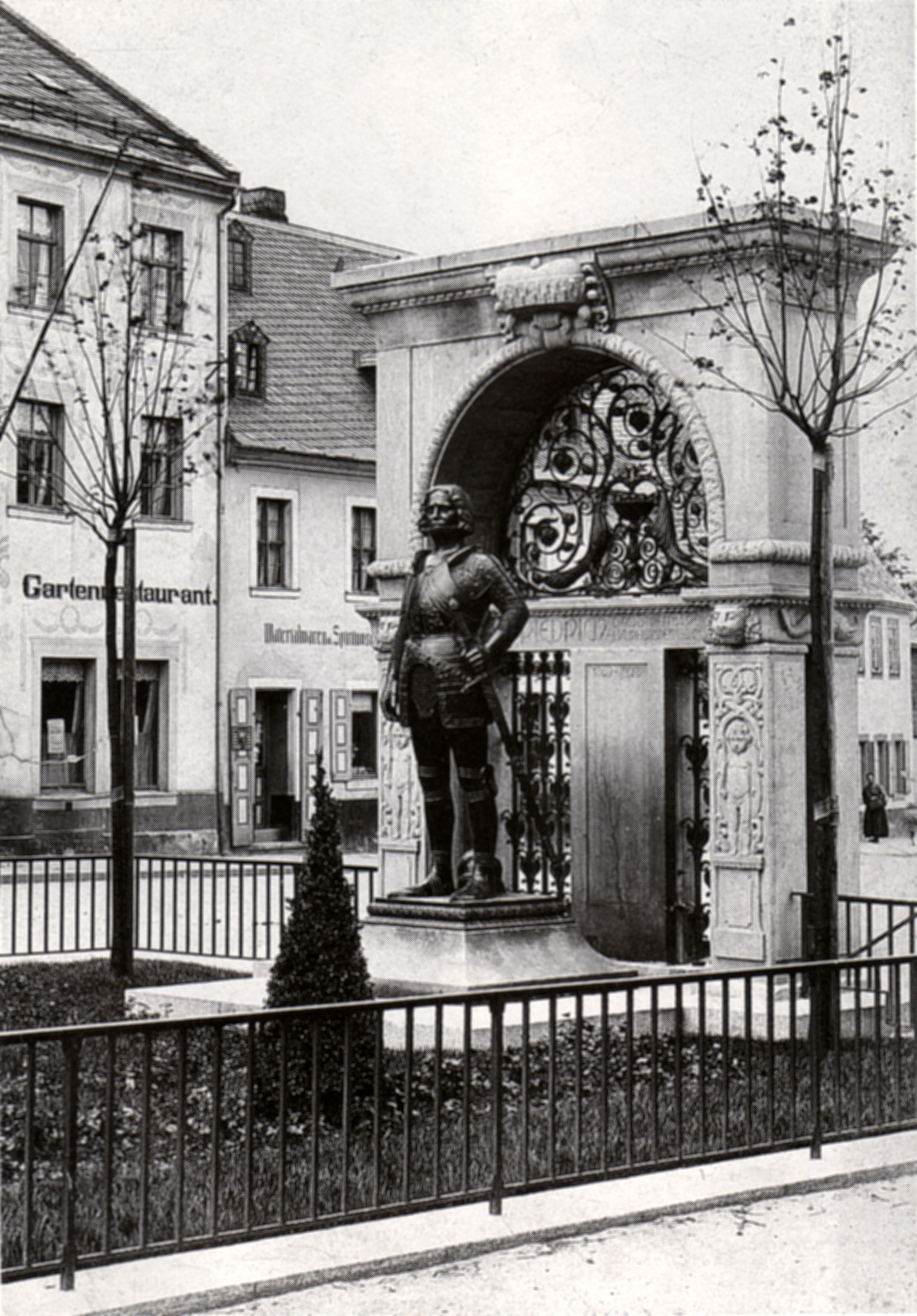
1924 Denkmal Friedrich der Streitbare – Vorderseite

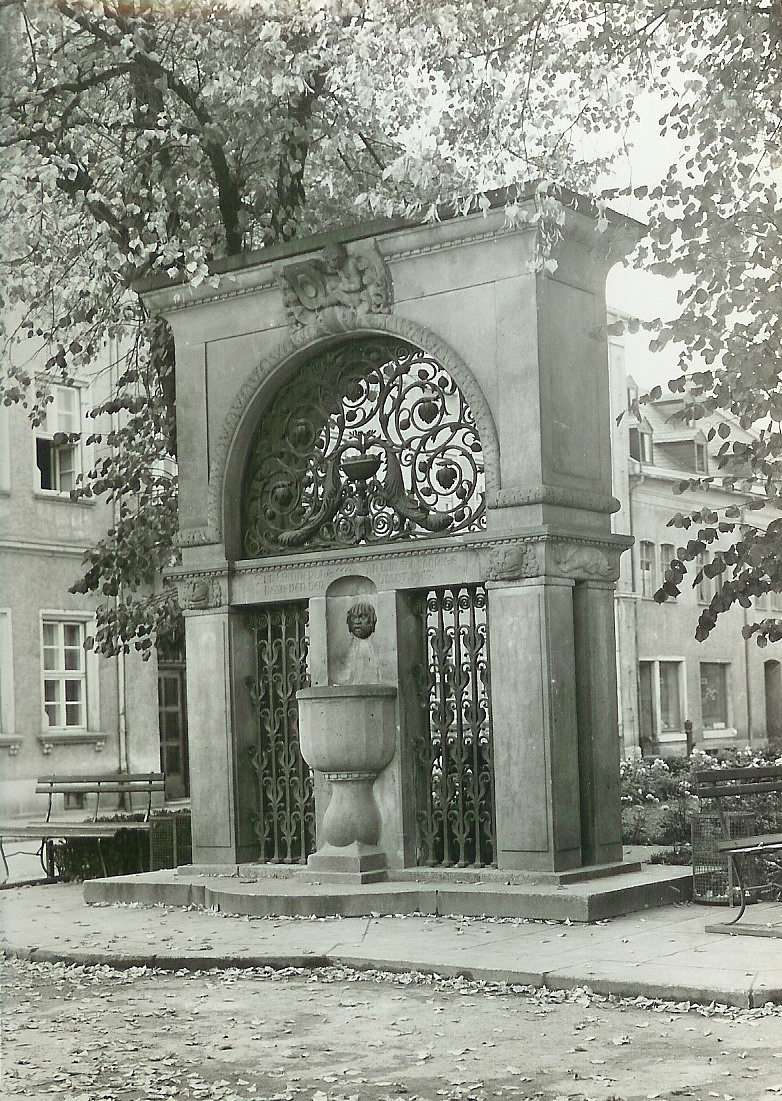
1935 Denkmal Friedrich der Streitbare – Rückseite

Der  Denkmalsbrunnen auf dem Markt von Ehrenfriedersdorf entstand 1907 mit einem Denkmal Friedrich des Streitbaren (1370–1428).

## Geschichte
1907 wurde in Ehrenfriedersdorf das 500-jährige Stadt-Jubiläum gefeiert. Damals glaubte man, dass Friedrich IV., der Streitbare Ehrenfriedersdorf 1407 das Stadtrecht verliehen habe.
Bereits 1905 wurde für dieses Jubiläum mit dem Plan der Errichtung eines Denkmals auf dem Markt begonnen. Der damalige Bürgermeister schrieb an die königliche Akademie nach Dresden und man bewilligte die Bezahlung der Figur des Markgrafen aus Mitteln des Kunstfonds. Professor Selmar Werner sollte diese Figur entwerfen und der Architekt Oswin Hempel (beide aus Dresden) übernahm die Planung des Denkmals. Ursprünglich sollte die Bronzefigur auf einen hohen Granitsockel stehen, ähnlich wie andere Denkmäler auch, zum Beispiel die für Herzog Georg den Bärtigen in Buchholz oder Kurfürst Friedrich den Weisen in Annaberg. Bald zeichnete sich ab, dass das Vorhaben in der kurzen Zeit nicht zu schaffen war. Im August 1907 schlug der Architekt Oswin Hempel dem Stadtrat von Ehrenfriedersdorf vor, ein besonderes Denkmal zu errichten. Die Statue sollte auf einen niedrigen Sockel stehen, dahinter eine Art Tor 4 bis 5 Meter hoch und mit einer vorgelagerten gärtnerischen Anlage. Diese längliche Form passte ausgezeichnet zum Markt und so folgte ein einstimmiger Beschluss des Stadtrates. Nachdem von allen Gewerken Kostenvoranschläge eingegangen waren, wurde über die Vergabe der Arbeiten entschieden und mit dem Bau begonnen.
Im Juli 1909 war die Denkmalsweihe. Der König von Sachsen Friedrich August III. sandte ein Glückwunschtelegramm.
Nachdem einige Jahre später genaue Geschichtsforschungen ergaben, dass Friedrich der Streitbare nichts mit Ehrenfriedersdorf zu tun hatte, wollte man das Denkmal loswerden. Der Bürgermeister bot 1939 dem Rektor der Universität Leipzig die Figur zum Kauf an. Leipzig lehnte ab, da es im Paulinerhof schon ein Relief und in der Wandelhalle eine Statue von Friedrich des Streitbaren gab. Daraufhin wurde die Figur erfolglos Dresden, Bautzen und Zittau angeboten. Um das Denkmal loszuwerden, wurde es 1940 als Metallspende angeboten. Der Landesleiter der Reichskammer lehnt die Vernichtung der Figur wegen des hohen künstlerischen Wertes ab.
Im Juni 1942 sollte das Denkmal doch abgeliefert und eingeschmolzen werden. Jetzt wollte der Stadtrat die Figur erhalten und berief sich auf den festgestellten hohen künstlerischen Wert. Im August 1942 wurde die Figur via Dresden zur Reichsmetallsammelstelle gebracht.
Erhalten geblieben ist das Tor des Denkmals aus Kirchenlamitzer Granit und Postaer Sandstein. Das schmiedeeiserne Oberlichtgitter mit Pfauen und fantastischen Zierfiguren wurde vom Kunstschmied Max Großmann gefertigt. Über dem Bogen schwebt der Kurhut, den sich Friedrich als erster Wettiner erstritten hatte. Auf der Gegenseite hält ein Bube das Wappen der Stadt. Löwenköpfe, Fische, Salamander, Delfine und anderes Getier beleben das Widerlager. Durch die Idee des Architekten Oswin Hempel ist etwas Einzigartiges in Sachsen geschaffen worden und steht auf dem Marktplatz der Stadt Ehrenfriedersdorf.